# Вайсіг-ам-Рашюц
Вайсіг-ам-Рашюц (нім. Weißig am Raschütz) — громада в Німеччині, у землі Саксонія. Підпорядковується земельній дирекції Дрезден. Входить до складу району Майсен . Підпорядковується управлінню Шенфельд.
Населення — 915 осіб (на 31 грудня 2010). Площа — 34,46 км².
Офіційний код — 14 2 85 370.

## Адміністративний поділ
Громада поділяється на 4 сільських округи.
| Німеччина | Це незавершена стаття з географії Німеччини. Ви можете допомогти проєкту, виправивши або дописавши її. |